# Spilotantha
Spilotantha là một chi lan với khoảng 35 loài có nguồn gốc từ vùng tân nhiệt đới. Hầu hết các loài trong chi này từng được xếp vào phân chi Masdevallia Amanda, đoạn Amandae. Chúng được tách ra từ Masdevallia năm 2006.

## Các loài
- Spilotantha abbreviata (Rchb.f.) Luer
- Spilotantha alvaroi (Luer & R.Escobar) Luer
- Spilotantha amanda (Rehb.f. & Warsz.) Luer
- Spilotantha anceps (Luer & Hirtz) Luer
- Spilotantha bulbophyllopsis (Kraenzl.) Luer
- Spilotantha caloptera (Rchb.f.) Luer
- Spilotantha chaetostoma (Luer) Luer
- Spilotantha corazonica (Schltr.) Luer
- Spilotantha dalstroemii (Luer) Luer
- Spilotantha delphina (Luer) Luer
- Spilotantha densiflora (Schltr.) Luer
- Spilotantha dimorphtricha (Luer & Hirtz) Luer
- Spilotantha ferrusii Luer
- Spilotantha graminea (Luer) Luer
- Spilotantha hydrae (Luer) Luer
- Spilotantha leathersii (Luer) Luer
- Spilotantha lehmannii (Rchb.f.) Luer
- Spilotantha leptoura (Luer) Luer
- Spilotantha melanopus (Rchb.f.) Luer
- Spilotantha microsiphon (Luer) Luer
- Spilotantha ova-avis (Luer) Luer
- Spilotantha pachyura (Rchb.f.) Luer
- Spilotantha polysticta (Rchb.f.) Luer
- Spilotantha porphyrea (Luer) Luer
- Spilotantha pozoi (Königer) Luer
- Spilotantha pucherrima (Luer & Andreetta) Luer
- Spilotantha rafaeliana (Luer) Luer
- Spilotantha segrex (Luer & Hirtz) Luer
- Spilotantha sertula (Luer & Andreetta) Luer
- Spilotantha staaliana (Luer & Hirtz) Luer
- Spilotantha superbiens (Luer & Hirtz) Luer
- Spilotantha tentaculata (Luer) Luer
- Spilotantha tridens (Rchb.f.) Luer
- Spilotantha vittatula (Luer & R.Escobar) Luer
- Spilotantha xanthodactyla (Rchb.f.) Luer
- Spilotantha zygia (Luer & Malo) Luer